# Евдокимова, Екатерина Павловна
Екатерина Павловна Евдокимова (до 2015 — Макарчук; р. 10 сентября 1994, Алапаевск Свердловская область) — российская волейболистка, центральная блокирующая. Мастер спорта России.

## Биография
Волейболом Екатерина Макарчук начала заниматься в ДЮСШ города Алапаевска, а в 2008 была приглашена в Училище олимпийского резерва № 1 Екатеринбурга. С 2010 выступает за «Уралочку-НТМК», причём в 2011—2016 играла за молодёжную команду, регулярно проводя по нескольку матчей в сезоне и за основу. В сезоне 2014—2015 участвовала в 14 матчах за основную команду в суперлиге (из 27) и стала бронзовым призёром чемпионата России. В 2016—2020 являлась игроком стартового состава «Уралочки-НТМК». В 2020 заключила контракт с клубом «Локомотив» (Калининград), в составе которого в 2021 стала чемпионкой России.
В сентябре 2016 приняла участие в розыгрыше Кубка Бориса Ельцина, став серебряным призёром турнира, выступая за сборную клубов России, составленную на основе «Уралочки-НТМК». В 2017 вновь выиграла «серебро» Кубка Ельцина уже в составе сборной России.
22 июля 2017 в Гонконге Екатерина Евдокимова дебютировала в сборной России в официальных соревнованиях, приняв участие в стартовом составе в матче Гран-при против сборной Японии. В том же году входила в состав сборной в розыгрыше Всемирного Кубка чемпионов и на чемпионате Европы.
В 2019 году Екатерина Евдокимова в составе студенческой сборной России стала чемпионкой Всемирной Универсиады.

### Клубная карьера
- 2010—2016 —  «Уралочка-НТМК»-2 (Свердловская область);
- 2014—2020 —  «Уралочка-НТМК» (Свердловская область);
- 2020—2023 —  «Локомотив» (Калининград);
- 2023—2024 —  «Динамо» (Москва);
- с 2024 —  «Динамо» (Краснодар).

## Достижения

### С клубами
- двукратная чемпионка России — 2021, 2022;
  - серебряный призёр чемпионата России 2023;
  - 4-кратный бронзовый призёр чемпионатов России — 2015, 2018, 2019, 2020.
- победитель розыгрыша Кубка России 2023;
  - двукратный серебряный призёр Кубка России — 2021, 2022.
- обладатель Суперкубка России 2023.
- 4-кратный победитель розыгрышей молодёжной лиги чемпионата России — 2012—2014, 2016;
  - серебряный призёр молодёжной лиги 2015.
- серебряный призёр розыгрыша Кубка вызова ЕКВ 2015.

### Со сборными России
- участник Гран-при 2017 в составе сборной России.
- двукратный серебряный призёр Кубка Бориса Ельцина — 2016, 2017;
- участник чемпионата мира среди молодёжных команд 2013 в составе молодёжной сборной России.
- чемпионка Всемирной Универсиады 2019 в составе студенческой сборной России.

## Награды
- 2020 — благодарность Президента Российской Федерации[4].